# Holland Car
Pour les articles homonymes, voir Holland.
Holland Car (en amharique, ኔዘርላንድ መኪና) est une société de construction automobile en Éthiopie, créée en 2005 par Tadesse Tessema par l'association de l'outilleur néerlandais Trento Engineering et de l'importateur éthiopien de voitures d'occasions Ethio-Holland.
Après avoir assemblé des voitures sous couvert de plusieurs licences successives (Fiat Tofaş, Lifan Automobile, JAC Motors), la société dépose son bilan en 2013.

## Histoire
La société est créée en 2005 avec un capital de 11 millions de birrs.
En 2006, un accord est signé avec le constructeur turc Tofaş, qui produit des Fiat sous licence. Tofaş fournit les pièces nécessaires de son modèle Tofaş 131 pour assembler une voiture dérivée de la Fiat 131, commercialisée sous le nom de Holland DOCC. La première voiture est produite en 2006.
En 2007, un autre accord de sous traitance est conclu avec le constructeur chinois Lifan Automobile. Les pièces sont importées de Chine et assemblées en Éthiopie. Un atelier est créé à Mojo, et la société emploie 250 personnes. Commence alors la production de la Holland Abay, une Lifan 520, vendue au prix de 203.000 birrs. Le prix est inférieur aux voitures importées en raison d'un différentiel de taxes.
En novembre 2008, Holland Car ouvre une nouvelle usine à Tatek, pour un investissement de 25 millions de birrs, gérée par sa filiale « Cassiopeia ». C'est dans cette usine qu'est produite la Holland Awash qui est une Lifan 620[réf. nécessaire]. La voiture suivante annoncée est la Naomi. Le capital d'Holland Car est alors de 35 millions de birrs.
La collaboration s'interrompt ensuite, et Holland Car s'engage avec le constructeur chinois JAC Motors.
Holland Car envisage également d'assembler des autobus pour la ville d'Addis-Abeba. 
Cependant, la société dépose son bilan en 2013, après avoir livré 480 voitures sur 600 commandées et payées. Tadesse Tessema se trouve alors aux Pays-Bas et affirme que l'échec est en partie dû à la dévaluation de la monnaie éthiopienne en 2010,.

## Modèles fabriqués jusqu'en 2013
Les différents modèles de voiture produits par la société portent le nom de rivières ou fleuves d'Éthiopie, telles qu'Abay, Tekezé ou Shebelle :
- Holland DOCC (2005-2010) (avec Fiat Tofaş)
- Holland Abay (avec Lifan)
- Holland Awash (avec Lifan)
- Holland Naomi
- Holland Tekeze
- Holland Emay
- Holland Shebelle